# Конрад Лоренц
Конрад Захаріас Лоренц (нім. Konrad Zacharias Lorenz; 7 листопада 1903, Відень — 27 лютого 1989, там же) — австрійський зоолог, лавреат Нобелівської премії з фізіології або медицини 1973 року. Вважається одним з основоположників етології. Розвивав підхід розпочатий раніше, зокрема, його вчителем Оскаром Гейнротом. Лоренц найбільш відомий дослідженнями інстинктів тварин, особливо качок та галок, крім того, він заново відкрив механізм імпринтингу в птахів. Є автором багатьох науково-популярних книг.

## Біографія

### Дитинство
Конрад Лоренц народився 7 листопада 1903 року у Відні (Австрія), в родині успішного лікаря Адольфа Лоренца, що жив у місті Альтенберґ. Батько майбутнього науковця побудував багатий, але позбавлений художнього смаку особняк, що був прикрашений великого розміру статуями в античному стилі та живописними полотнами від підлоги до стелі. Саме тут і проходило дитинство Конрада. Проте більшу частину вільного часу хлопець намагався проводити поза будинком, у околицях Альтенбергу. Тоді, за словами самого Лоренца, він пройнявся «надмірною любов'ю до тварин». Він збирає колекцію птахів і ссавців, і влаштовує справжній зоопарк. Деякі тварини живуть навіть у самому особняку. Конрад з цікавістю спостерігає за ними та помічає багато особливостей їх поведінки, які надалі він пояснить у своїх працях.
Лоренца виховували у найкращих традиціях європейської культури. Отримавши базову освіту в приватній школі, він вступає до дуже престижної гімназії «Шоттенгімназіум», у стінах якої зародився його інтерес до теорії Дарвіна та принципів еволюції. Конрад хоче присвятити себе біології та палеонтології, однак, за вимогою свого батька, він вступає на медичний факультет Віденського університету.

### Початок наукової кар'єри
У Конрада Лоренца не було великого бажання ставати лікарем, але в університеті викладали видатні біологи, лекції яких він із задоволенням відвідував. Отримавши диплом лікаря, Лоренц не розпочинає медичної практики, натомість присвячує себе вивченню поведінки тварин.
Велике значення для Лоренца мало стажування у 20-ті роки в Англії, під керівництвом видатного біолога та мислителя Джуліана Гакслі (перший директор ЮНЕСКО, брат Олдоса Гакслі). Повернувшись до Австрії, Лоренц почав зі спостереження за поведінкою птахів,     надалі поширивши їх і на інших тварин. Ще в дитинстві, спостерігаючи за качками, він помітив, що вони здатні передавати одне одному знання, отримані шляхом навчання. Для тогочасної науки це явище було повною несподіванкою і згодом отримало назву імпринтинг. Лоренц успішно захищає дисертацію, яка була присвячена інстинктам і в 30-ті роки стає одним з визнаних лідерів вчення про інстинкти.
У другій половині 30-х років Конрад Лоренц познайомився зі своїм майбутнім учнем і однодумцем Ніколасом Тінбергеном. Як сказав потім Лоренц, їхні погляди «збіглися до неправдоподібного ступеня».

### Друга світова війна

#### Участь у війні
Після поглинення Австрії Третім Рейхом Лоренц залишився без роботи. І хоча завдяки допомозі друзів Лоренц отримав запрошення в Кенігсберзький університет (нині РГУ ім. Канта, Калінінград) на кафедру психології ім. Канта, ця престижна кафедра не давала йому можливості працювати з тваринами.
10 жовтня 1941 року Лоренц був мобілізований до німецької армії як військовий лікар. І хоча йому ніколи не доводилося раніше займатися медичною практикою, він змушений був робити навіть хірургічні операції в польових умовах і в госпіталі в Білорусі.
20 червня 1944 року під час відступу німецької армії потрапив у радянський полон під Вітебськом. Більше року провів у таборі для військовополонених у місті Кірові, потім 2 березня 1946 був переведений до робочого табору у Вірменії. У 1947 році його перевели до Красногорська під Москвою, а в грудні 1947 року він був репатрійований на батьківщину. У полоні розпочав роботу над книгою «Зворотна сторона дзеркала», в якій зрікся своїх нацистських переконань. На початку 1948 року повернувся до Австрії, привізши додому свій рукопис.

#### Ставлення до нацистської партії
Конрад Лоренц став членом нацистської партії Німеччини в 1938 році. У своїй заяві на вступ до партії Лоренц писав, що «завжди був націонал-соціалістом» і додав «вся моя наукова робота присвячена ідеям націонал-соціалістів». Довгий час Лоренц заперечував своє членство в Націонал-соціалістичній робітничій партії Німеччини. Але після війни він повністю змінив свої погляди. Пізніше він коментував це так: «багато визнаних вчених, як і я, короткий час сподівалися на позитивне від наці. І багато хто швидко відвернувся від них з жахом, так само як і я». В кількох публікаціях Лоренца, написаних на початку війни, мали місце деякі євгенічні погляди, за які він публічно вибачився під час отримання Нобелівської премії.

### Подальша наукова діяльність
У 1950 став одним із засновників Планківського інституту фізіології поведінки (Max-Planck-Institut für Verhaltensphysiologie).
У 1963 році опублікував книгу, присвячену агресії, яка надалі неодноразово перевидавалася, у тому числі в перекладах на кілька іноземних мов, включаючи російську.

Крім наукових досліджень, Конрад Лоренц займався популяризацією своєї науки та літературно-публіцистичною діяльністю. Його книги мають велику популярність і сьогодні.

## Найвідоміші праці
- Das sogenannte Böse[de](нім.). — 1963.
- Агресія або так зване Зло
- Die Rückseite des Spiegels – Versuch einer Naturgeschichte des menschlichen Erkennens[de](нім.). — 1973.
- Зворотна сторона дзеркала

## Нагороди
У 1957 році обраний членом Американської академії мистецтв і наук.
У 1964 році обраний іноземним членом Королівського товариства. 
У 1973 році був нагороджений Нобелівською премією з медицини.
У 1974 році обраний членом Американського філософського товариства.
У 2015 році був посмертно позбавлений почесного докторського ступеня університету в Зальцбурзі у зв'язку з його «прихильністю до ідеології нацизму».

## Почесні звання
18 лютого 1983 року йому було присвоєно звання «Почесний громадянин Відня».

## Використані джерела
- Классическая этология в трудах К. Лоренца и его школы // Зорина З. А., Полетаева И. И., Резникова Ж. И. Основы этологии и генетики поведения. Учебник. — 2-е изд. — Москва: Изд-во МГУ, 2002. — Гл. 3. — ISBN 5-211-04505-X.
- Великие ученые XX века.— М.: Мартин, 2001. — ISBN 5-8475-0050-5.
- Сто великих нобелевских лауреатов. — М.: Вече, 2003. — ISBN 5-94538-353-8.
- Сто великих психологов. — М.: Вече, 2004. — ISBN 5-94538-397-X.
- Соколов В. Е., Баскин Л. М. Конрад Лоренц в советском плену // Природа. — 1992. — № 7 (923). — С. 125–128.